# ポルトフィーノ (競走馬)
ポルトフィーノ (Portofino) とは日本の競走馬である。2008年のエリザベス女王杯に於いて、日本のGI級競走（JpnIを含む）で初めて且つ2023年現在まで唯一、カラ馬の状態で先頭で入線したことで知られる。
現役中はサンデーレーシングが所有していたクラブ馬で、半姉にアドマイヤグルーヴ、半弟にフォゲッタブル、ルーラーシップ、半妹にグルヴェイグがいる。

## 戦績

### 2歳
デビューは2007年6月16日、阪神競馬場第5競走の新馬戦（芝1600m）。好スタートから先手を取るとそのまま逃げ、2着に5馬身差で快勝した。2戦目は札幌2歳ステークスを予定していたが、直前の調教で右臀部に痛みが出たため回避。その後も体調が整わず、結局2歳時は新馬戦のみの出走に終わる。

### 3歳
休養明け初戦は2008年2月11日、京都競馬場で行われたオープンのエルフィンステークスである。実に8か月ぶりの出走であったが1番人気に支持され、2着に2馬身半の差をつけて逃げ切り勝ち、2連勝を飾る。重賞初挑戦となった3月1日のアーリントンカップでも1番人気に支持されるが、勝ち馬ダンツキッスイの8着と初黒星を喫した。
そして、4月13日の牝馬クラシック第1戦の桜花賞を迎えることになる。しかし桜花賞の前日の4月12日に左寛跛行のために大事をとって出走取り消しになった。この桜花賞は母エアグルーヴが熱発で回避した競走で、親娘ともに出走することは叶わなかった。
牝馬クラシック第2戦の優駿牝馬は祖母ダイナカール、母エアグルーヴも優勝した競走で、ポルトフィーノには優駿牝馬3代制覇の期待が懸かっていた。しかし直前に右第1指骨剥離骨折を発症し、全治3か月以上を要するという診断により、出走はまたもや見送られた。
その後、骨折明けで秋華賞に出走登録を行う。武豊を鞍上に迎えることも決まっていたが、賞金不足（フルゲート18頭に対し19番目）のためにまたも出走は叶わなかった。そのため、秋華賞と同日に行われた1600万円以下条件戦の清水ステークスへ出走し、ハナ差の勝利を収めている。
清水ステークスの後、初めてのGIの舞台となる11月16日のエリザベス女王杯へに向けて調整され、カワカミプリンセス、ベッラレイアに次ぐ3番人気に支持されたが、スタート直後に前脚を自身の後脚で引っ掛けてつまづき（武曰く「防ぎようが無かった」）、武が落馬。ポルトフィーノは競走中止となった後も走り続け、カラ馬の状態で先頭でゴールした。これはGI（JpnIを含む）では初めてであり、重賞（G2またはG3）まで含めてもめずらしいことである。

### 4歳以降
明け4歳の初戦は2009年4月11日の阪神牝馬ステークス。1番人気に支持され、好位からレースを進めたが、最後の直線で伸び切れず8着に終わった。その後、四位洋文騎手とのコンビで挑んだ5月10日の都大路ステークスでは後方から3コーナー付近で捲くって来るも直線で失速して14着と大敗、その後は休養に入っている。
5歳となった2010年に復帰し、3月13日のうずしおステークスに1番人気で出走したが、ブービーの15着と大敗した。続く難波ステークスでは好位追走も伸びあぐねて7着に敗れ、このレースを最後に現役を引退、繁殖入りすることになった。

## 繁殖成績
|        | 馬名                 | 誕生年 | 性    | 毛色   | 父                 | 厩舎                                                                             | 馬主                               | 戦績                  |
| ------ | -------------------- | ------ | ----- | ------ | ------------------ | -------------------------------------------------------------------------------- | ---------------------------------- | --------------------- |
| 初仔   |                      | 2011年 | 牡    | 鹿毛   | ディープインパクト |                                                                                  |                                    | 不出走                |
| 2番仔  | ポルトドートウィユ   | 2012年 | 牡    | 鹿毛   | ディープインパクト | 栗東・高野友和                                                                   | （有）サンデーレーシング           | 12戦2勝（引退）       |
| 3番仔  | ポルトフォイユ       | 2013年 | 牡    | 鹿毛   | ディープインパクト | 栗東・高野友和                                                                   | （有）サンデーレーシング           | 2戦1勝（引退）        |
| 4番仔  | リミニ               | 2014年 | 牝    | 鹿毛   | ディープインパクト |                                                                                  |                                    | 不出走（引退・繁殖）  |
|        | （不受胎）           | 2015年 |       |        | オルフェーヴル     |                                                                                  |                                    |                       |
| 5番仔  | ポルトラーノ         | 2016年 | 牡→騸 | 鹿毛   | オルフェーヴル     | 美浦・萩原清                                                                     | （有）サンデーレーシング           | 18戦2勝（引退）       |
|        | （不受胎）           | 2017年 |       |        | キングカメハメハ   |                                                                                  |                                    |                       |
| 6番仔  | ポルトヴェッキオ     | 2018年 | 牝    | 鹿毛   | ロードカナロア     | 美浦・木村哲也 →美浦・岩戸孝樹 →北海道・田中淳司 →大井・渡邉和雄 →美浦・田中博康 | （有）サンデーレーシング           | 11戦3勝（引退・繁殖） |
| 7番仔  | ポルトアレグレ       | 2019年 | 牡    | 鹿毛   | ロードカナロア     | 美浦・木村哲也 →金沢・高橋俊之                                                   | （有）サンデーレーシング →横田一男 | 4戦1勝（引退）        |
| 8番仔  | ポルトロッソ         | 2020年 | 牝    | 鹿毛   | リアルスティール   | 美浦・宮田敬介                                                                   | （有）サンデーレーシング           | 5戦0勝（引退）        |
| 9番仔  | ポルトフェリス       | 2021年 | 牝    | 黒鹿毛 | エピファネイア     | 美浦・栗田徹                                                                     | （有）サンデーレーシング           | 4戦1勝（現役）        |
|        | （不受胎）           | 2022年 |       |        | ロードカナロア     |                                                                                  |                                    |                       |
| 10番仔 | ポルトフィーノの2023 | 2024年 | 牝    | 黒鹿毛 | アドマイヤマーズ   |                                                                                  |                                    | （デビュー前）        |

- 2025年4月20日現在

- 初仔であるポルトフィーノの11は全弟のポルトドートウィユなどと同じサンデーサラブレッドクラブで募集されたが[10]、右後脚のハ行で競走馬になれず引退[11]。

## 競走成績
| 競走日     | 競馬場 | 競走名           | 格       | 距離（馬場）  | 頭 数 | 枠 番 | 馬 番 | オッズ （人気） | 着順     | タイム （上がり3F） | 着差     | 騎手      | 斤量 [kg] | 1着馬（2着馬）       | 馬体重 [kg] |
| ---------- | ------ | ---------------- | -------- | ------------- | ----- | ----- | ----- | --------------- | -------- | ------------------- | -------- | --------- | --------- | -------------------- | ----------- |
| 2007.06.16 | 阪神   | 2歳新馬          |          | 芝1600m（良） | 8     | 4     | 4     | 001.30（1人）   | 01着     | R1.36.5（34.4）     | -0.8     | 0武豊     | 54        | （マイサイドキック） | 476         |
| 2008.02.11 | 京都   | エルフィンS      | OP       | 芝1600m（良） | 12    | 7     | 9     | 001.90（1人）   | 01着     | R1.36.3（34.4）     | -0.4     | 0武豊     | 54        | （ラベ）             | 480         |
| 0000.03.01 | 阪神   | アーリントンC    | JpnIII   | 芝1600m（良） | 12    | 8     | 13    | 001.70（1人）   | 08着     | R1.35.2（34.9）     | -0.6     | 0武豊     | 54        | ダンツキッスイ       | 474         |
| 0000.04.13 | 阪神   | 桜花賞           | JpnI     | 芝1600m（良） | 17    | 4     | 7     | 出走取消        | 出走取消 | 出走取消            | 出走取消 | 0武豊     | 55        | レジネッタ           | 計不        |
| 0000.10.19 | 京都   | 清水S            | 1600万下 | 芝1600m（良） | 17    | 4     | 8     | 002.60（1人）   | 01着     | R1.32.5（33.8）     | -0.0     | 0武豊     | 53        | （スピリタス）       | 482         |
| 0000.11.16 | 京都   | エリザベス女王杯 | GI       | 芝2200m（良） | 18    | 3     | 5     | 007.90（3人）   | 競走中止 | 競走中止            | 競走中止 | 0武豊     | 54        | リトルアマポーラ     | 484         |
| 2009.04.11 | 阪神   | 阪神牝馬S        | GII      | 芝1400m（良） | 18    | 8     | 16    | 002.10（1人）   | 08着     | R1.22.3（34.9）     | -0.9     | 0武豊     | 55        | ジョリーダンス       | 484         |
| 0000.05.10 | 京都   | 都大路S          | OP       | 芝1600m（良） | 18    | 7     | 15    | 003.70（1人）   | 14着     | R1.34.3（35.0）     | -1.3     | 0四位洋文 | 54        | ライブコンサート     | 488         |
| 2010.03.13 | 阪神   | うずしおS        | 1600万下 | 芝1400m（良） | 16    | 1     | 2     | 003.40（1人）   | 15着     | R1.22.8（35.4）     | -0.6     | 0四位洋文 | 55        | ストリートスタイル   | 484         |
| 0000.04.04 | 阪神   | 難波S            | 1600万下 | 芝1800m（良） | 16    | 3     | 5     | 003.60（2人）   | 07着     | R1.47.4（34.1）     | -0.8     | 0四位洋文 | 56        | シルポート           | 488         |

## 血統表
| ポルトフィーノの血統      | ポルトフィーノの血統                               | ポルトフィーノの血統              | （血統表の出典）                  | （血統表の出典） |
| 父系                      | ヴァイスリージェント系                             | ヴァイスリージェント系            | ヴァイスリージェント系            |                  |
| 父 *クロフネ 1998 芦毛    | 父の父* フレンチデピュティ French Deputy 1992 栗毛 | Deputy Minister                   | Vice Regent                       | Vice Regent      |
| 父 *クロフネ 1998 芦毛    | 父の父* フレンチデピュティ French Deputy 1992 栗毛 | Deputy Minister                   | Mint Copy                         |                  |
| 父 *クロフネ 1998 芦毛    | 父の父* フレンチデピュティ French Deputy 1992 栗毛 | Mitterand                         | Hold Your Peace                   | Hold Your Peace  |
| 父 *クロフネ 1998 芦毛    | 父の父* フレンチデピュティ French Deputy 1992 栗毛 | Mitterand                         | Laredo Lass                       |                  |
| 父 *クロフネ 1998 芦毛    | 父の母* ブルーアヴェニュー Blue Avenue 1990 芦毛   | Classic Go Go                     | Pago Pago                         | Pago Pago        |
| 父 *クロフネ 1998 芦毛    | 父の母* ブルーアヴェニュー Blue Avenue 1990 芦毛   | Classic Go Go                     | Classic Perfection                |                  |
| 父 *クロフネ 1998 芦毛    | 父の母* ブルーアヴェニュー Blue Avenue 1990 芦毛   | Eliza Blue                        | Icecapade                         | Icecapade        |
| 父 *クロフネ 1998 芦毛    | 父の母* ブルーアヴェニュー Blue Avenue 1990 芦毛   | Eliza Blue                        | *コレラ                           |                  |
| 母 エアグルーヴ 1993 鹿毛 | 母の父*トニービン Tony Bin 1983 鹿毛               | *カンパラ                         | Kalamoun                          | Kalamoun         |
| 母 エアグルーヴ 1993 鹿毛 | 母の父*トニービン Tony Bin 1983 鹿毛               | *カンパラ                         | State Pension                     |                  |
| 母 エアグルーヴ 1993 鹿毛 | 母の父*トニービン Tony Bin 1983 鹿毛               | Severn Bridge                     | Hornbeam                          | Hornbeam         |
| 母 エアグルーヴ 1993 鹿毛 | 母の父*トニービン Tony Bin 1983 鹿毛               | Severn Bridge                     | Priddy Fair                       |                  |
| 母 エアグルーヴ 1993 鹿毛 | 母の母ダイナカール 1980 鹿毛                       | *ノーザンテースト                 | Northern Dancer                   | Northern Dancer  |
| 母 エアグルーヴ 1993 鹿毛 | 母の母ダイナカール 1980 鹿毛                       | *ノーザンテースト                 | Lady Victoria                     |                  |
| 母 エアグルーヴ 1993 鹿毛 | 母の母ダイナカール 1980 鹿毛                       | シャダイフェザー                  | *ガーサント                       | *ガーサント      |
| 母 エアグルーヴ 1993 鹿毛 | 母の母ダイナカール 1980 鹿毛                       | シャダイフェザー                  | *パロクサイド                     |                  |
| 母系(F-No.)               | パロクサイド系(FN:8-f)                             | パロクサイド系(FN:8-f)            | パロクサイド系(FN:8-f)            | [ § 2 ]          |
| 5代内の近親交配           | Northern Dancer 5×4、Nearctic 5×5                  | Northern Dancer 5×4、Nearctic 5×5 | Northern Dancer 5×4、Nearctic 5×5 | [ § 3 ]          |
| 出典                      | 1. 2. 3.                                           | 1. 2. 3.                          | 1. 2. 3.                          | 1. 2. 3.         |